# Chloranthales
Chloranthales, biljni red s jedinom porodicom Chloranthaceae, koja je dobila ime po vazdazelenim grmovima hlorantus (Chloranthus) raširenih po Kini, Burmi, Tajvanu i Japanu. Porodici pripada sedamdesetak vrsta unutar četiri roda; Ascarina, Chloranthus, Hedyosmum i Sarcandra. Predstavnici ostalih rodov a rašireni su i po pacifičkim otocima, Madagaskaru, Srednjoj i Južnoj Americi i Karibima.
Chloranthaceae (hlorantusovke) imaju meko drvo, biljka je aromatična, zimzeleno lišće nasuprotno, a cvjetovi mogu biti ili hermafroditi ili odvojenih spolova.

## Opis
Chloranthales, red cvjetnica, bazalna grana stabla angiospermi, koja se sastoji od 1 porodice, Chloranthaceae, s 4 roda (Ascarina, Chloranthus, Hedyosmum i Sarcandra) i oko 75 vrsta. Chloranthaceae se pojavljuje vrlo rano u fosilnim zapisima cvjetnica, ali njeni odnosi s drugim bazalnim skupinama cvjetnica ostaju donekle nejasni.
Chloranthaceae su mekodrveni aromatični grmovi i stabla s nasuprotnim pilasto nazubljenim listovima i nabreklim čvorovima. Cvjetovi su vrlo mali, često jednospolni i obično im nedostaju latice ili tepali, iako su ponekad pokriveni lisnatim braktejama. Cvjetovi imaju 1-5 prašnika ili jedan karpel koji se razvija u koštunicu.
Chloranthaceae je pantropska, ali se ne pojavljuje na afričkom kontinentu (međutim, javlja se na obližnjem otoku Madagaskaru). Vrste iz roda Chloranthus korištene su kao čaj i protiv groznice, a Sarcandra glabra se uzgaja kao ukras.

## Rodovi
1. Sarcandra Gardner (2 spp.)
2. Chloranthus Sw. (18 spp.)
3. Hedyosmum Sw. (45 spp.)
4. Ascarina J.R.Forst. & G. Forst. (12 spp.)